# 법무법인 세종

## 개요
법무법인(유한) 세종(Shin & Kim LLC.)은 대한민국의 3대 로펌중 하나이다.
[1] https://news.mt.co.kr/mtview.php?no=2023090717150387293 기사 참조, 2023년 9월 6일 법무부에 따르면 김앤장은 2023년 7월말 기준 국내 변호사가 1,020명, 광장은 565명, 세종은 519명, 태평양은 497명, 율촌은 433명이었다.

## 상세
법무법인 세종은 1983년 3월 종로구 세종로 교보빌딩에서 세종합동법률사무소로 시작하여, 1997년 7월에 법무법인 세종으로 법인 전환을 이루었다. 법무법인 세종의 설립자인 신영무 변호사는 국내 최초의 증권분야 법학박사로 1978년 미국 예일대학교에서 증권법 관련 법학 박사학위를 취득하고 1980년 미국 뉴욕주 변호사시험에 합격한 후 귀국하여 국내 증권거래법의 선진화를 주도한 인물로 명성이 높다.
법무법인 세종의 소개자료에 따르면 2024년 8월 기준 800명 이상의 변호사와 회계사, 변리사, 세무사 등 법률전문가가 근무하고 있다고 하며, 6개의 해외 사무소를 포함하여 총 8개의 사무소를 운영하고 있다고 하며, 광화문 세종로에서 창업한 이후 순화동과 남산을 거쳐 2019년 다시 광화문으로 복귀하여 현재 광화문 D타워에 본사무소를 두고 있다.
[2] https://magazine.hankyung.com/business/article/202103034401b 기사 참조

## 지배 및 의사결정 구조
영미식 파트너쉽에 기반한 민주적이고 수평적인 의사결정 구조를 가진 로펌으로 소개되고 있다. 2024년 기준 경영대표인 오종한 변호사가 ALB 한국법률대상에서 2회 연속 “올해의 최고 경영변호사”로 선정되며 꼽은 세종의 강점도 “민주적인 의사결정과 유연한 협업구조를 기반으로 한 경영”이었는바 법무법인 세종 스스로도 그러한 지배구조와 조직문화를 자랑스럽게 생각하고 있는 것으로 보인다. 실제로 법무법인 세종의 대표변호사는 지분을 가진 파트너 변호사들의 선거를 통하여 3년마다 선출되며, 주요 의사결정이 파트너 회의에서 이루어지고 은퇴하는 파트너들의 지분은 신규 파트너 변호사들이 이어받는 형태의 지배구조를 가지고 있다고 한다.

## 신입변호사 선발
신입변호사의 채용에 있어서 특히 젊은 로펌을 표방하고 있다. 세종의 신입변호사가 되기 위해서는 파트너 변호사 5명, 어쏘시에이트 변호사 5명으로 구성된 리크루팅 커미티(Recruiting Committee)의 심사를 통과해야 하고, 리크루팅 커미티는 파트너와 어쏘시에이트 변호사가 함께하는 상설 회의체 기구로 운영되고 있다. 다른 로펌과 달리 신입변호사를 뽑을 때 어쏘시에이트 변호사의 의견이 중요하다는 점에서 젊은 변호사의 의사와 자율성을 최대한 존중 하는 것으로 알려져 있다.
인스타그램이나 유튜브를 통한 소통에 매우 적극적이라는 점에서도 다른 대형 로펌들과 차별화되는 점이다. 유튜브의 경우 개그맨 허경환이 리크루팅 커미티 소속의 변호사와 함께 세종의 사무실을 돌아다니며 대표 변호사부터 신입변호사까지 인터뷰하거나, 신입변호사들의 입사 축하 파티 영상을 찍어 올리고, 변호사들이 캐쥬얼을 입고 출근하는 매주 금요일 “캐쥬얼 프라이데이”에 출근한 변호사들의 출근룩을 소개하는 등 비교적 젊은 감각으로 유튜브를 운영 중이다. 
또한 펭수와의 콜라보레이션을 통하여 펭수가 법무법인 세종의 신입변호사에 지원하고, 실제 세종 리크루팅 커미티의 변호사들이 펭수를 면접하는 에피소드도 촬영한바 있는데, 이는 자이언트 펭TV의 공식영상으로 78만회의 조회수를 기록하고 있다. 여담으로 해당 시기에 법무법인 세종의 홈페이지에서 펭수가 소속 변호사로 검색되기도 했었는데 보수적인 로펌 업계에서는 대단히 이례적인 시도였다고 한다.
대형로펌 중에서는 유일하게 인스타그램도 운영 중이며 주로 신입변호사 채용이나 워크샵과 관련한 브이로그 식의 영상들이 올라오고 있다. 시험기간인 로스쿨생들에게 응원의 커피차를 보내거나, 입사예정자 환영식 때 인생네컷 포토부스를 설치하는 등의 포스팅도 올라오는데 이런 컨텐츠는 모두 리크루팅 커미티의 저년자 어쏘변호사에게서 나온 아이디어라고 한다.
2024년 기준 38명의 신입변호사를 선발하였고, 신입변호사의 평균 나이는 27.8세라고 한다. 종래에는 인턴쉽 프로그램을 진행한 뒤에 평가 결과를 기반으로 채용하는 방식을 택하고 있었지만, 최근에는 면접을 통해 입사예정자를 선발한 다음 입사예정자들을 대상으로 인턴쉽을 진행하는 방향으로 채용 시기를 앞당겼다고 한다.
세종은 입사 1년차 신입변호사에게 업계 최고 수준의 연봉을 지급하고 채용이 확정되면 연구개발비 및 모임비를 지급하며 해외 워크샵 참여 기회도 부여한다고 한다. 그 외 정식 입사 후에는 저녁식비, 통신비, 야간 택시비(자차 이용시 주차비), 어학교육비, 체력단련비, 건강검진 비용, 사내 안마서비스 및 심리상담 서비스 등의 복지를 제공하며, 시니어 어쏘시에이트 변호사에게 해외 유학의 기회를 제공하고 있다고 한다.
[3] https://www.etoday.co.kr/news/view/2410477 기사 참조
[4] https://www.etoday.co.kr/news/view/2410477 기사 참조
[5] https://www.ajunews.com/view/20220912122027744 기사 참조
[6] https://www.lawtimes.co.kr/news/199685 기사 참조
[7] https://www.lawtimes.co.kr/news/187398 기사 참조

## 사무소
- 대한민국
  - 서울: 서울특별시 종로구 종로3길 17, 디타워 D2 23층
  - 판교신도시: 경기도 성남시 분당구 분당내곡로 117 그레이츠 판교 6층
  - 지적재산권부: 서울 서대문구 충정로 8, 종근당빌딩 9층

- 중국 베이징시: 중국 베이징시 차오양구 샤오윈로 38 현대차빌딩 3층 310호 (中国北京市朝阳区霄云路38号现代汽车大厦3层310单元)
- 중국 상하이시: 중국 상하이시 창닝구 구베이로 666 가기빌딩 4층 401동 22호 (中国上海市长宁区古北路666号, 嘉麒大厦4楼, 401-22室, 200336)
- 베트남 호찌민시: 9F, Diamond Plaza, 34 Le Duan Boulevard, District 1, Ho Chi Minh City, Vietnam
- 베트남 하노이시: Unit O1913 & 1914-1, 19th Floor, Keangnam Hanoi Landmark Tower, E6 Zone,     Cau Giay urban area, Me Tri Ward, Nam Tu Liem District, Hanoi, Vietnam
- 인도네시아 자카르타: Jl. Arteri Pd. Indah No.29, RT.4/RW.3, Pd. Pinang, Kec. Kby. Lama, Kota     Jakarta Selatan, Daerah Khusus Ibukota Jakarta 12310, Indonesia
- 싱가포르: 9 Raffles Place, #35-04 Republic Plaza (Tower I), Singapore (048619)

## 같이 보기
- 세계의 로펌 - 전 세계 매출액 순위 100대 로펌
- 대한민국의로펌